# Choue

Choue este o comună în departamentul Loir-et-Cher, Franța. În 1 ianuarie 2022 avea o populație de 515 de locuitori.